# Кирни, Рут
Рут Кирни (англ. Ruth Kearney; род. 10 ноября 1984, Лондон, Великобритания) — ирландская актриса.

## Биография
Кирни родилась в Лондоне в ирландской семье. Когда ей было пять лет, она с родителями переехала в Дублин. В раннем возрасте решила стать актрисой. Кирни училась в школе драмы Тринити-колледжа, затем вернулась в Англию и продолжила обучение в театральной школе Бристоль Олд Вик. Чтобы платить за обучение, Рут подрабатывала официанткой и бралась за другие работы на полставки. В 2009—2010 годах она играла в театре, участвовала в постановках «О, что за чудесная война», «Отелло», «Как важно быть серьёзным», «Три сестры» и других. Вскоре после окончания обучения в 2010 году Кирни получила роль Джесс Паркер в научно-фантастическом сериале «Портал юрского периода», в котором снималась на протяжении двух сезонов.
В 2012 году Кирни дебютировала на американском телевидении, сыграв эпизодическую роль в сериале «Тайные связи», в 2014 году она снялась в двух эпизод сериала «Тиран». Более крупную роль, серийной убийцы Дэйзи Лок, она получила в детективном сериале канала Fox «Последователи», где её героиня регулярно появлялась в течение третьего сезона, выходившего на экраны в 2015 году. После завершения съёмок в этом сериале Кирни пригласили в Лос-Анджелес для участия в пробах на роль в новом комедийном сериале от Netflix. Так Рут получила роль официантки по имени Лондон в сериале с «С чистого листа». Её героиня — один из центральных персонажей сериала, находится в любовном треугольнике с героями Уилла Арнетта и Дэвида Салливана. После успешного первого сезона сериал был продлён на второй, в котором Кирни также снималась. Кирни также снялась в трёх эпизодах сериала «Достать коротышку» канала Epix, показ которого начался в 2017 году.

## Личная жизнь
В 2009 году Кирни стала встречаться с актёром Тео Джеймсом, вместе с которым училась в бристольской театральной школе. Об их отношениях стало известно публике в 2012 году, сообщалось, что в 2015 году они обручились. 23 августа 2021 года Рут Кирни и Тео Джеймс впервые стали родителями.

## Фильмография
| Год       |    | Русское название                 | Оригинальное название          | Роль                    |
| --------- | -- | -------------------------------- | ------------------------------ | ----------------------- |
| 2009      | тф | Испытание «Книжки»               | Booky’s Crush                  | девушка на вечеринке    |
| 2009      | тф | Грэйси!                          | Gracie!                        | Мирьям                  |
| 2010      | с  | Портал юрского периода: Вебизоды | Primeval: Webisodes            | Джесс Паркер            |
| 2011      | с  | Портал юрского периода           | Primeval                       | Джесс Паркер            |
| 2011      | с  | Холби Сити                       | Holby City                     | Дженни Проктор          |
| 2011      | тф | Быстрый Фредди, вдова и я        | Fast Freddie, the Widow and Me | официантка              |
| 2012      | с  | Тайные связи                     | Covert Affairs                 | жена сенатора Готтфрида |
| 2013      | тф | Реактивный поток                 | Jet Stream                     | Энджел                  |
| 2014      | с  | Тиран                            | Tyrant                         | Катерина                |
| 2015      | с  | Последователи                    | The Following                  | Дэйзи                   |
| 2016—2017 | с  | С чистого листа                  | Flaked                         | Лондон                  |
| 2017      | с  | Достать коротышку                | Get Shorty                     | Бекка Морган            |
| 2019      | с  | Сэндитон                         | Sanditon                       | Элайза Кэмпион          |